# 劉宜函
劉宜函（1984年5月26日—），畢業於銘傳大學傳播管理研究所，現任台視新聞主播。2019年底與圈外男友結婚，並於2021年1月22日產下一女，同年8月1日重返工作崗位。

## 學歷
- 新北市立新莊高級中學
- 世新大學傳播管理系
- 銘傳大學傳播管理研究所碩士

## 經歷
- 非凡新聞台記者
- 壹電視新聞台助理編輯
- 台視新聞主播、記者、主持人

## 現任
- 台視新聞專任主播、主持人
- 台視新聞單元《常春養生密碼》主持人
- 早安您好台視新聞平日主播

## 軼事
- 2016年12月10日，劉宜函在超商消費時被店長用手機偷拍裙底，被其當場抓到；起初該名店長否認。後來經調監視器後才承認偷拍；並在其手機內發現四段偷拍影片。隨即被移送法辦並遭公司解雇。劉表示：「要讓他受到處罰，不能姑息」。[2][3]
- 2022年9月26日，劉宜函老公在網上力數宜蘭一間親子酒店3宗罪，酒店方逐條反駁指控，但卻只公佈對酒店有利之證據，在網路上引發風波。[4]

## 外部連結
- 台視新聞主播 - 劉宜函 （页面存档备份，存于）
- 劉宜函的Facebook專頁
- 劉宜函的Instagram帳戶